# میش‌مرغ
میش‌مُرغ، با (نام علمی: Otis tarda)، (به کردی: چێرگ çirgan)، پرنده‌ای از از راسته میش‌مرغ‌سانان و خانوادهٔ میش‌مرغ‌ها (Otididae) است. این پرنده در دشت‌های وسیع بی‌درخت، زمین‌های گندم دیم، کشتزارهای پهناور حبوبات و یونجه و علفزارها زندگی می‌کند.

### ویژگی‌های ظاهری میش‌مرغ.[۴]
میش‌مرغ با جثه بزرگ و بال‌های کشیده خود، سنگین‌ترین پرنده قادر به پرواز جهان شناخته می‌شود.
- این پرنده دارای گردنی کشیده، بال‌ها و منقاری پهن است.
- پاها بلند و قوی بوده و به سه انگشت ختم می‌شود که به خوبی برای دویدن سازگار شده‌اند.
- رنگ پرهای پشت حنایی روشن با خطوط قهوه‌ای و سیاه بوده و در قسمت شکمی کاملاً سفید رنگ است. ترکیب رنگ و نقش پر و بال میش مرغ، استتار کم نظیری با محیط زندگی فراهم می‌آورد.
- فاصله دو سر بال پرنده نر بالغ می‌تواند تا دو و نیم متر برسد.

- طول بدن در نرها یک متر و وزن آنها تا ۱۵ کیلوگرم می‌رسد.
- طول بدن ماده‌ها ۷۰تا۸۰ سانتی‌متر با وزن ۵ تا ۸کیلوگرم است.
- نر و ماده این پرنده شبیه به هم هستند ولی نرها جثه بزرگتری دارند.
- میش مرغ نر بالغ نوار بلوطی رنگی در زیر گردن دارد و پرهای سبیل مانندی متشکل از موپرهای سفید در دو طرف منقار آن دیده می‌شود.
- میش‌مرغ در طبیعت ۱۵ تا ۲۰ سال عمر می‌کند.

### رفتار
- میش‌مرغ‌ها پرندگانی منزوی هستند و از انسان دوری می‌کنند. در صورت احساس خطر  در میان پوشش گیاهی خرامیده و مخفی می‌شوند و یا به سمت نقاط مرتفع رفته و از آنجا به دیده‌بانی می‌پردازد و تنها اگر ناچار شوند با قدرت و پروازی سنگین از محل دور می‌شوند.
- به طور کلی میش‌مرغ‌ها راه رفتن را به پرواز کردن ترجیح می‌دهند.
- این پرنده مناطق خلوت و آرام را ترجیح می‌دهد، بنابراین از مناطقی که اختلالات انسانی به‌طور منظم در آنها وجود دارد اجتناب می‌کند.
- دارای چشم‌هایی تیزبین بوده و از فاصله دور خطر را تشخیص می‌دهد.
- پرواز در فاصله بین ۳۰تا ۱۰۰متری از سطح زمین و به صورت منظم انجام می‌پذیرد.
- میش‌مرغﻫﺎ پرندگانی اجتماعی هستند و نرها و ماده‌ها در دسته‌های چندتایی جداگانه زندگی می‌کنند. در پاییز و زمستان گروه‌های نر و ماده به هم ملحق می‌شوند تا یافتن غذا آسان‌تر باشد.
- پرندگان بی سر و صدایی هستند مگر این که یکباره دچار استرس شوند که در این صورت صدایی از حفره بینی ایجاد می‌کنند.

### رژیم غذایی
- میش‌مرغ پرنده‌ای همه‌چیزخوار است.
- در پاییز و زمستان رژیم گیاه‌خواری غالب بوده، بیشتر شامل ساقه گیاهان، دانه غلات، جوانه‌های مرتعی و یونجه است.
- رژیم غذایی در بهار و تابستان به گوشت‌خواری تمایل بیشتری دارد و از حشرات و لاروهای آنها، قورباغه‌ها، مارمولک‌ها و انواع جوندگان تغذیه می‌کند.

### جفتگیری
- انتخاب جفت‌ در اواخر زمستان و اوایل فصل بهار با گرم شدن دمای هوا و طولانی شدن طول روز شروع می‌شود.
- پرنده نر با رقص و حرکات نمایشی جالب و استادانه، دم خود را به صورت چتر باز کرده به‌طوریکه پرهای موجود در دو طرف بدن به شکل گل سفید و بزرگی در می‌آید و غب‌غب پرنده متورم و برجسته می‌شود.
- پرنده نر سعی دارد با انجام این حرکات، ماده‌ها را برای جفتگیری به طرف خود جلب کند.
- سن بلوغ در ماده‌ها بین 2-3 سال و در نرها 4-5 سال می‌باشد.

### لانه‌سازی
- بعد از جفتگیری میش‌مرغ‌های ماده پراکنده می‌شوند تا تخم‌گذاری کنند.
- پرنده ماده معمولا در دشت‌های باز و به‌ویژه در قسمت‌های انبوه زمین‌های گندم دیم تخم‌گذاری می‌کند.
- شکل آشیانه ساده بوده و بدون استفاده از پوشال و تنها بر روی زمین و در جایی که پوشش گیاهی، امینت و استتار پرنده را فراهم آورد، تخم‌گذاری می‌کند و به این دلیل به میش‌مرغ‌ پرنده بی لانه گفته می‌شود.

### تخم‌گذاری و جوجه‌آوری میش‌مرغ
- زمان تخم‌گذاری در اواسط بهار بوده و معمولاً 2 تا 3 تخم گذاشته می‌شود.
- رنگ تخم‌ها زیتونی با لکه‌های درشت و تیره است.
- وزن تخم‌ها حدود 150 گرم بوده و در فاصله 2 تا 3 روز گذاشته می‌شوند.
- بعد از گذاشتن آخرین تخم، دوره تفریخ تخم‌ها شروع شده و تقریباً 4 هفته به طول می‌انجامد.
- نرها نقشی در خوابیدن روی تخم‌ها و پرورش جوجه‌ها ندارند.
- جوجه‌ها بعد از تولد می‌توانند لانه را ترک کرده و مادر را همراهی کنند، آنها بیشتر با حشرات تغذیه می‌شوند و در حدود هفت هفتگی می‌توانند پرواز کنند.

## زیستگاه میش‌مرغ (در ایران)

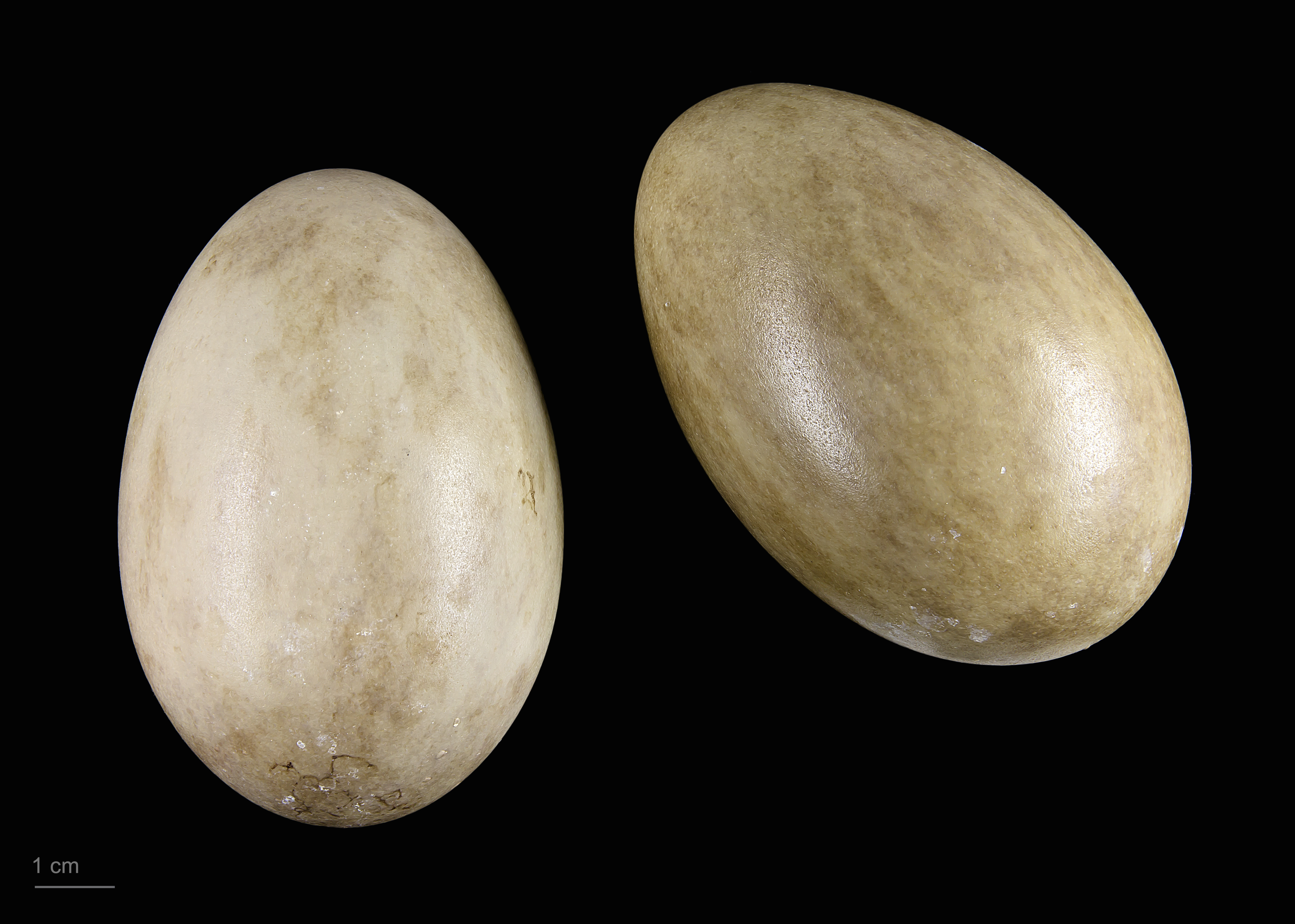
Otis tarda

هم‌اکنون دشت «سوتاو» مهم‌ترین زیستگاه پرنده میش‌مرغ در کشور است. این مکان به دلیل شرایط مطلوب و منحصربه‌فرد خود به مهم‌ترین زیستگاه زادآور پرنده نادر میش‌مرغ در ایران تبدیل شده‌است. دشت سوتاو یک پهنه تپه ماهوری به وسعت 5000 هکتار است که تماما زیر کشت گندم، جو و نخود دیم قرار دارد و در غرب روستای حمامیان از توابع شهرستان بوکان واقع شده است. 
به دلیل اهمیت این زیستگاه، دشت سوتاو حمامیان طی مصوبه شماره ۳۴۳ شورای عالی محیط زیست مورخ ۱۳۹۰/۴/۵ به عنوان پناهگاه حیات وحش به مناطق تحت مدیریت سازمان حفاظت محیط زیست پیوسته است.
سایر محدوده‌های زیست این پرنده شامل دشت «ینگجه»و «آلبلاغ»، دشت «قازلیان »و دشت «سه‌کانیان» در شهرستان بوکان آذربایجان غربی و کوهپایه‌های توله‌که در «بیگ اویسی» و «کوچک سفلی» واقع در شمال شهرستان سقز در استان کردستان است.
این پرنده طی سال‌های گذشته به دلیل محدود شدن زیستگاه‌های طبیعی و اختلال در مناطق زیست و تخم‌گذاری آن مانند شکار غیرقانونی، حضور سگ‌های گله و ولگرد، کشاورزی مکانیزه، سموم کشاورزی، آتش زدن زمین‌های کشاورزی، تبدیل اراضی دیم به آبی، برداشت تخم توسط افراد ناآگاه، تغییر الگوی کشت، احداث معادن و بزرگراه‌ها و تبدیل اراضی کشاورزی به ویلا و خانه باغ در معرض تهدید انقراض قرار گرفته‌است. میش‌مرغ یک پرنده نادر در جهان به‌شمار می‌رود که در حال حاضر در فهرست سرخ اتحادیه بین‌المللی حفاظت از طبیعت قرار گرفته‌است.
در سال ۱۳۷۲ شانزده قطعه میش‌مرغ در شهرستان اسدآباد همدان وجود داشته است و به گفته کارشناسان اداره کل حفاظت محیط زیست استان همدان از اواسط دهه 80 خورشیدی دیگر هیچ میش‌مرغی در این استان دیده نشده‌است؛ همچنین تا اوایل دهه 90 خورشیدی در دشت اوباتو (هه‌وه‌تو) و زرینه هم میش‌مرغ‌ها زندگی می‌کردند ) ولی گزارش‌ها نشان می‌دهند که این گونه در این منطقه دچار انقراض محلی شده و اکنون در ایران، میش‌مرغ تنها در شهرستان بوکان و بخش‌های شمالی شهرستان سقز در استان کردستان وجود دارد.